# Tugali stewartiana
Tugali stewartiana là một loài ốc biển, kích thước trung bình or limpet, là động vật thân mềm chân bụng sống ở biển in the Họ Fissurellidae, the keyhole and slit limpets.